# Brandon Simpson
Pour les articles homonymes, voir Simpson.
Brandon Simpson, né le 6 septembre 1981, est un athlète jamaïcain naturalisé bahreïnien, spécialiste du 400 m.

## Palmarès

### Championnats du monde d'athlétisme
- 2005 à Helsinki
  - 6e de la finale du 400 mètres.